# Marc Livineu Règul
Marc Livineu Règul (en llatí Marcus Livineius Regulus) va ser un romà amic de Ciceró.
Ell i el seu germà, Luci Livineu Règul van provar d'afavorir al seu amic quan va ser desterrat l'any 58 aC. Ciceró parla dels Livineus, i diu que eren lliberts de Marc Règul i de Livineu Trifó. Un dels germans, probablement Luci, va lluitar amb Juli Cèsar a l'Àfrica l'any 46 aC a la batalla de Tapsos. De la seva vida no hi cap més informació.